# Allerheiligen-Wasserfälle
Die Allerheiligen-Wasserfälle sind die größten natürlichen Wasserfälle des Nordschwarzwaldes und liegen auf der Gemarkung der Stadt Oppenau in Baden-Württemberg auf etwa 530 m ü. NN. Der Grindenbach, der Oberlauf des Lierbachs, fällt hier unterhalb des Klosters Allerheiligen durch eine steilwandige Porphyr-Schlucht über sieben Stufen insgesamt 66 Meter in die Tiefe. Wegen der Auskolkungen (Gumpen) unter den Katarakten nennt man die Fälle auch Büttensteiner Wasserfälle oder die Sieben Bütten.

## Entstehung
Das umgebende kristalline Grundgebirge des nördlichen Schwarzwalds besteht aus Zweiglimmergranit, der zu Klippenbildungen neigt. Die etwa 100 Meter hohen Wände beiderseits der Fälle bestehen jedoch aus noch widerstandsfähigerem Porphyr, der das Gebiet gangförmig durchzieht und hier vom Grindenbach angeschnitten wird. Dass der Bach aus dem nur 4,5 km² umfassenden Einzugsgebiet stark genug gewesen ist, eine so tiefe Schlucht in den Fels zu schneiden, liegt an den hier sehr hohen jährlichen Niederschlagssummen (um 2000 mm/Jahr) und am großen Gefälle zur nahen Oberrheinebene hin. Die auffällige Kaskadentreppe lässt erkennen, dass in den „Bütten“ am Fuß der Fallstufen die größte Erosionsleistung wirksam ist. Insbesondere bei Hochwasser trägt hier auch die Kavitation dazu bei.

## Erschließung
Die Wasserfälle gehörten über Jahrhunderte zum Kloster Allerheiligen, von dessen Ruinen sie nur wenige hundert Meter entfernt sind. Erst am Anfang des 19. Jahrhunderts erkundete man die unzugängliche Schlucht mit Hilfe von Leitern. 1840 baute die Forstverwaltung einen Weg, der über mehrere Treppen und Brücken die Fälle begehbar machte. Dieser Weg lenkte auch die öffentliche Aufmerksamkeit auf die Klosterruine und trug so indirekt zur Sicherung der verbliebenen Mauern bei. Der stark frequentierte Steig musste mehrfach renoviert werden und ist seit 1964 ein aus Sandstein aufgemauerter Treppenweg.
Die Fälle sind erreichbar über die Kreisstraße 5370, die von Oppenau zur Schwarzwaldhochstraße (Bundesstraße 500) führt, und über die Kreisstraße 5371, die von Ottenhöfen bis fast zum Parkplatz der Klosteranlage führt. Auch am unteren Ende der Wasserfälle liegt ein Parkplatz.

## Sagen
Um das Kloster und die Wasserfälle entstanden, angeregt durch ihre Entlegenheit und schwierige Zugänglichkeit, mehrere Sagen. Über sie informiert ein Sagenrundweg, der auch die Wasserfälle berührt.

## Bilder

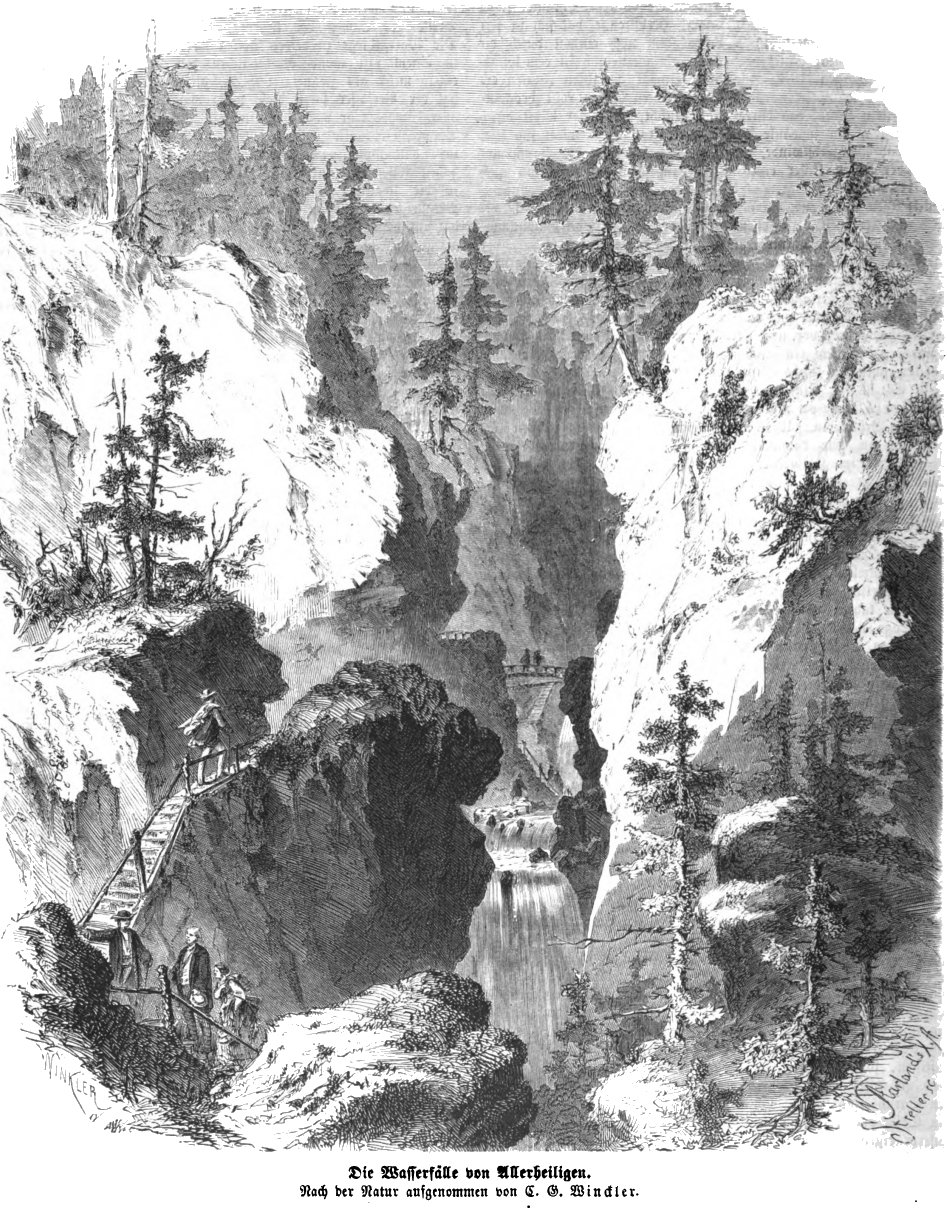
Die Wasserfälle im Jahr 1861
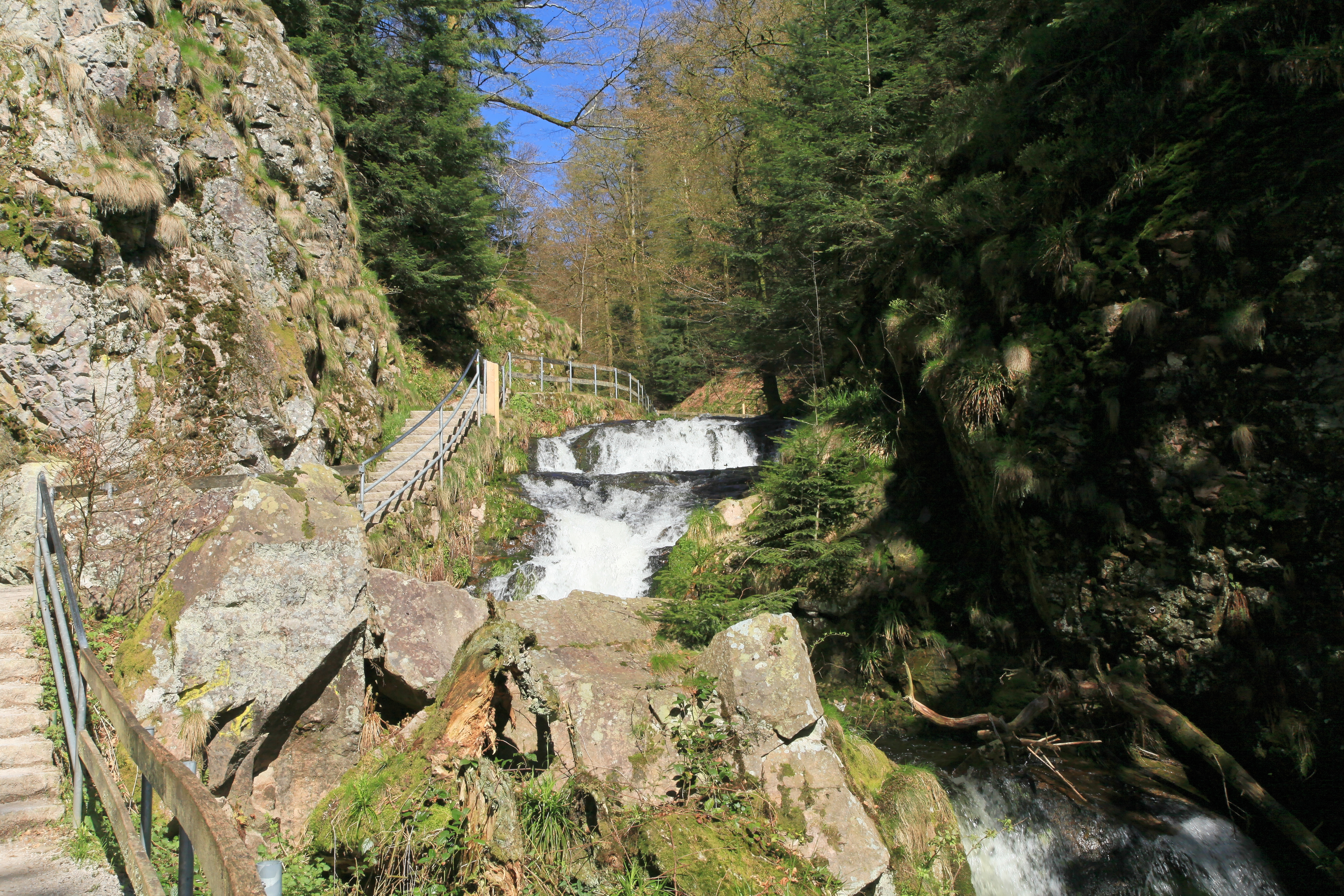
Die oberen Wasserfälle mit dem Wasserfallweg (links)
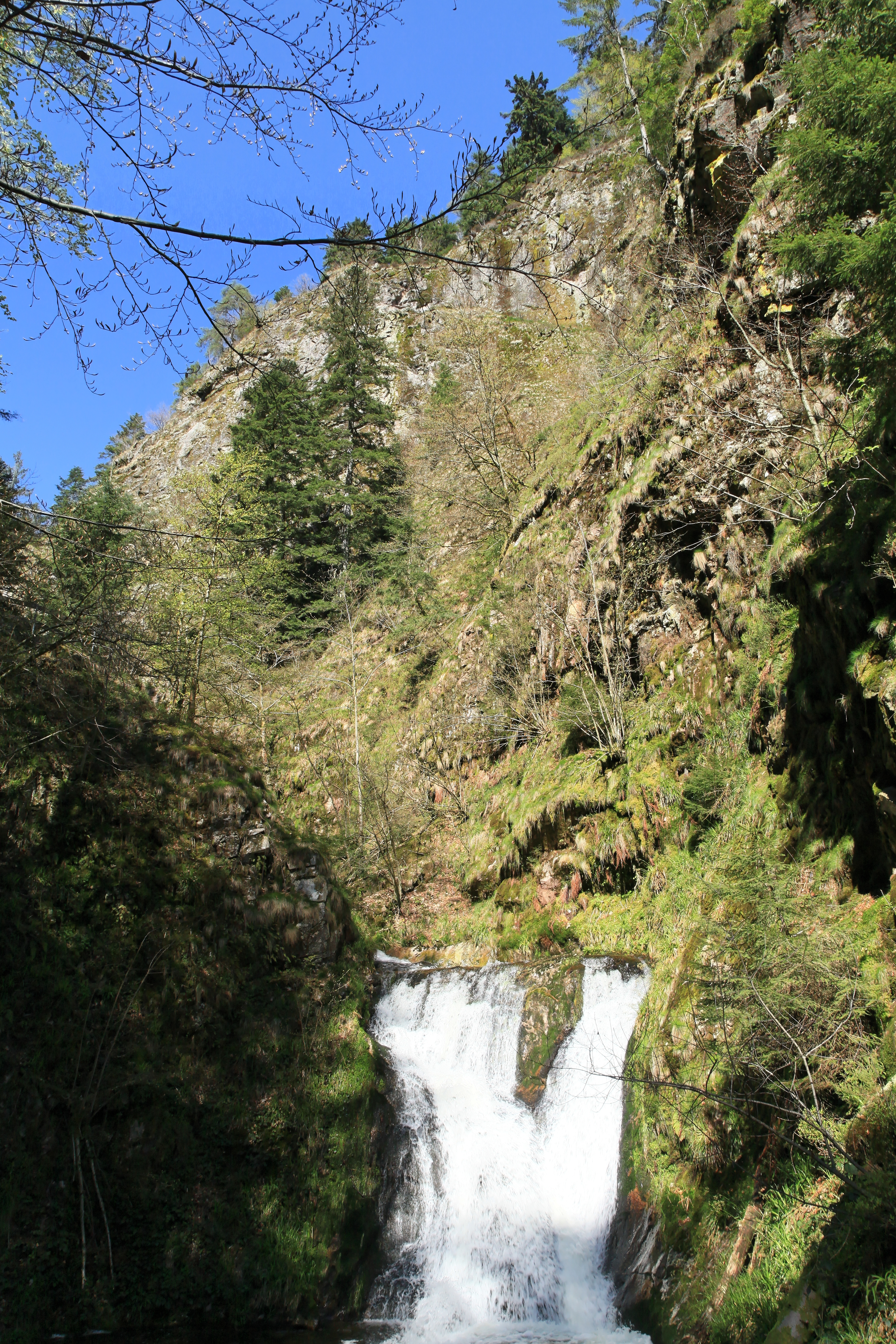
Porphyrwand und vorletzte Fallstufe
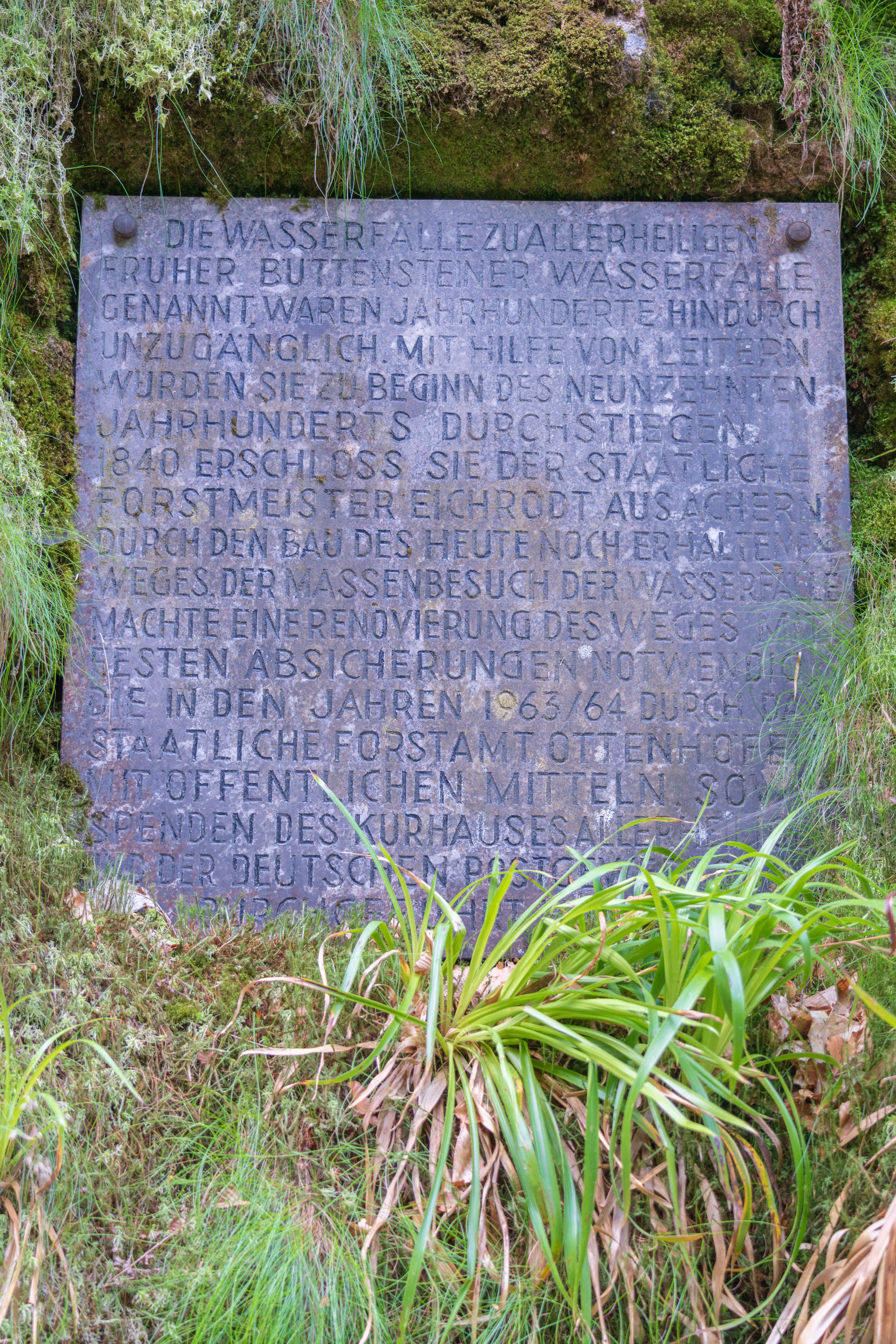
Infotafel am Wasserfall